# Las Hurdes
Las Hurdes (extremeny: Las Hurdis) és una comarca d'Extremadura situada a la zona nord de la província de Càceres, en plena zona del Sistema Central.

## Particularitats
Las Hurdes ocupa una extensió de 532 km² i té una població de gairebé 7.000 habitants. Limita amb la Sierra de Gata, Valle del Ambroz i Sierra de Francia.
Tradicionalment aquesta comarca ha estat considerada com una de les regions més remotes de la península Ibèrica. El 1933, finançat pel seu amic Ramón Acin, Luis Buñuel dirigeix i filma Las Hurdes, tierra sin pan, un documental fort i cru sobre las Hurdes, que va ser prohibit pel govern de la República espanyola, la qual cosa li suposà un gran desengany.

## Municipis

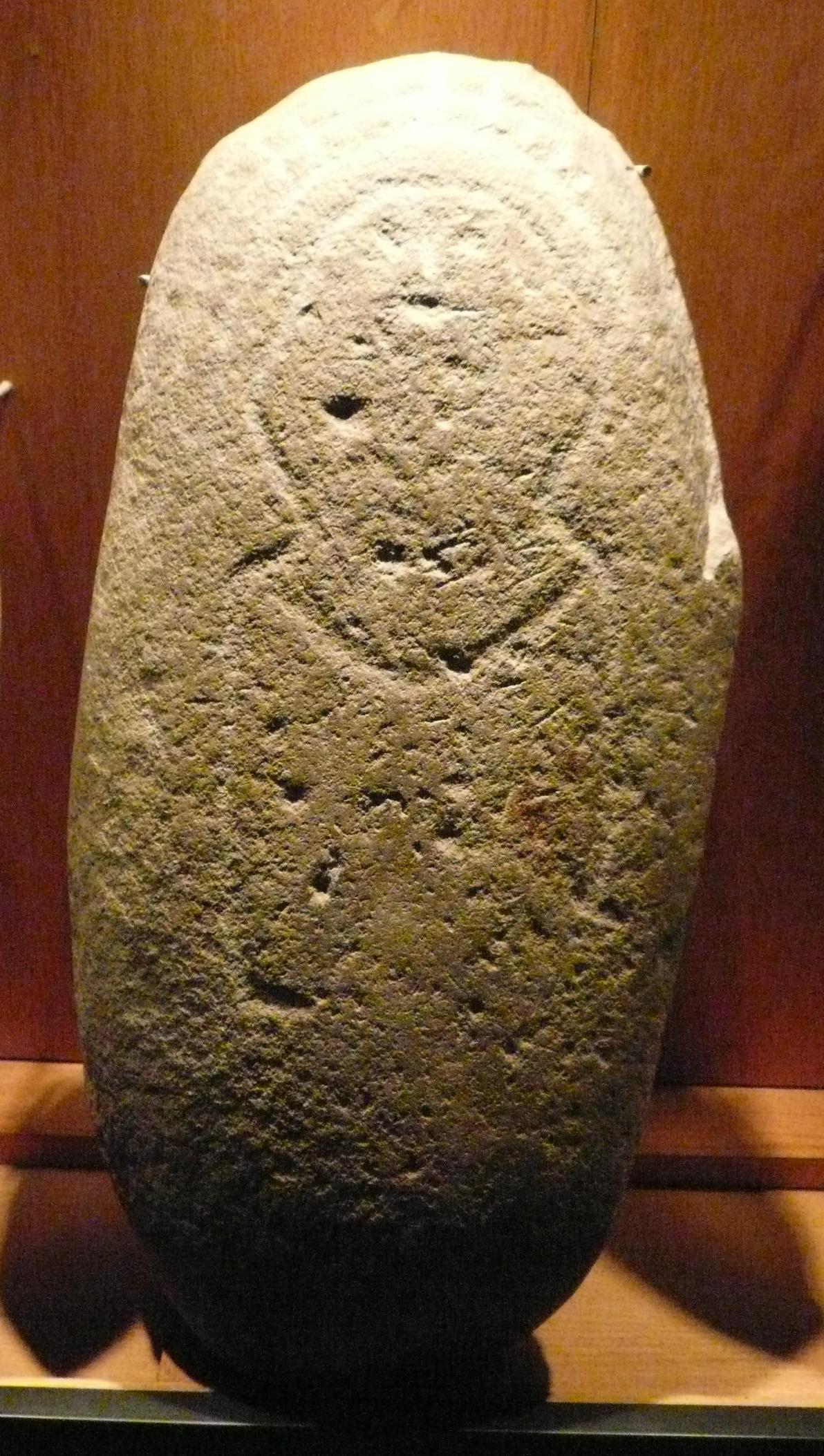
Estela de Cerezal (Las Hurdes). Calcolític.

- Caminomorisco
- Casares de las Hurdes
- Ladrillar
- La Pesga
- Nuñomoral
- Pinofranqueado

## Gastronomia de la comarca
Les Hurdes són conegudes per les diferents preparacions del xai, com el cabrito al polen, cabrito en caldereta, cabrito en cuchifrito, cabrito a la sal i cabrito a la hortelana.
Entre els plats bàsics cal esmentar les habichuelas i l'olla con "asaura".
Hi ha també embotits que tasten d'una manera particular, com els xoriços locals i les morcillas de carbassa.
Els dolços locals, sovint preparats a base de la mel local, farina i oli, inclouen bunyols, hijuelas, bollos fritos, roscas, floretas, socochones hurdanos i les jeringas.